# Earl Jean
Earl Jude Jean est un footballeur international saint-lucien, né le 9 octobre 1971 à Castries. Il est actuellement dans le club trinidadien de W Connection, en tant qu'adjoint de l'entraîneur Stuart Charles Fevrier.

## Biographie
Jouant cinq années au Portugal, il joue dans quatre clubs et remporte la D2 et la D4 portugaise et évolue en première division avec le promu Felgueiras en 1995-1996, mais il ne peut pas éviter la relégation.
Puis entre 1996 et 1999, il évolue dans des clubs de deuxième, troisième et quatrième divisions anglaises, connaissant deux relégations.
À part deux épisodes en Écosse et en Chine, il joue dans deux clubs trinidadiens (W Connection et San Juan Jabloteh), remportant plusieurs titres. 
Il est même l'entraîneur entre le 18 avril et le 26 novembre 2009 du San Juan Jabloteh, terminant vice-champion de Trinité-et-Tobago.
Depuis 2010, il est entraîneur adjoint dans le club de W Connection, remportant deux championnats 2011-2012 et 2013-2014 ainsi qu'une coupe en 2013-2014.

## Buts internationaux
| Liste des matchs en sélection de Earl Jean | Liste des matchs en sélection de Earl Jean | Liste des matchs en sélection de Earl Jean | Liste des matchs en sélection de Earl Jean | Liste des matchs en sélection de Earl Jean              | Liste des matchs en sélection de Earl Jean |
| ------------------------------------------ | ------------------------------------------ | ------------------------------------------ | ------------------------------------------ | ------------------------------------------------------- | ------------------------------------------ |
| Date                                       | Adversaire                                 | Minute                                     | Score                                      | Compétition                                             | Lieu                                       |
| 27 mai 1990                                | Antigua-et-Barbuda                         | 22e                                        | 2-0                                        | Qualifications pour la Coupe de la Caraïbe 1990         | ?, Antigua-et-Barbuda                      |
| 27 mai 1990                                | Antigua-et-Barbuda                         | 51e                                        | 2-0                                        | Qualifications pour la Coupe de la Caraïbe 1990         | ?, Antigua-et-Barbuda                      |
| 16 mai 1991                                | Anguilla                                   | 43e                                        | 6-0                                        | Qualifications pour la Coupe de la Caraïbe 1991         | Castries                                   |
| 16 mai 1991                                | Anguilla                                   | 64e                                        | 6-0                                        | Qualifications pour la Coupe de la Caraïbe 1991         | Castries                                   |
| 16 mai 1991                                | Anguilla                                   | 80e                                        | 6-0                                        | Qualifications pour la Coupe de la Caraïbe 1991         | Castries                                   |
| 2 juin 1991                                | Guyana                                     | ?e                                         | 4-1                                        | Coupe de la Caraïbe 1991 (match pour la 3e place)       | Kingston, Jamaïque                         |
| 22 mars 1992                               | Saint-Vincent-et-les-Grenadines            | 5e                                         | 1-0                                        | 1er tour des qualifications pour la Coupe du monde 1994 | Castries                                   |
| 29 mars 1992                               | Saint-Vincent-et-les-Grenadines            | 22e                                        | 1-3                                        | 1er tour des qualifications pour la Coupe du monde 1994 | Kingstown, Saint-Vincent-et-les-Grenadines |
| 5 mai 1996                                 | Saint-Christophe-et-Niévès                 | 51e                                        | 1-5                                        | 1er tour des qualifications pour la Coupe du monde 1998 | Basseterre, Saint-Christophe-et-Nièves     |
| 14 mars 2001                               | Grenade                                    | 51e                                        | 3-4                                        | Windward Islands Tournament 2001                        | Saint-Georges, Grenade                     |
| 10 avril 2001                              | Guadeloupe                                 | ?e                                         | 3-2                                        | Qualifications pour la Coupe de la Caraïbe 2001         | Port-au-Prince, Haïti                      |
| 12 avril 2001                              | Haïti                                      | ?e                                         | 2-3                                        | Qualifications pour la Coupe de la Caraïbe 2001         | Port-au-Prince, Haïti                      |
| 14 avril 2001                              | Îles Vierges des États-Unis                | ?e                                         | 14-1                                       | Qualifications pour la Coupe de la Caraïbe 2001         | Port-au-Prince, Haïti                      |
| 14 avril 2001                              | Îles Vierges des États-Unis                | ?e                                         | 14-1                                       | Qualifications pour la Coupe de la Caraïbe 2001         | Port-au-Prince, Haïti                      |
| 14 avril 2001                              | Îles Vierges des États-Unis                | ?e                                         | 14-1                                       | Qualifications pour la Coupe de la Caraïbe 2001         | Port-au-Prince, Haïti                      |
| 14 avril 2001                              | Îles Vierges des États-Unis                | ?e                                         | 14-1                                       | Qualifications pour la Coupe de la Caraïbe 2001         | Port-au-Prince, Haïti                      |
| 14 avril 2001                              | Îles Vierges des États-Unis                | ?e                                         | 14-1                                       | Qualifications pour la Coupe de la Caraïbe 2001         | Port-au-Prince, Haïti                      |
| 30 mars 2003                               | Martinique                                 | 22e                                        | 4-5                                        | Qualifications pour la Gold Cup 2003                    | Kingston, Jamaïque                         |
| 28 mars 2004                               | Îles Vierges britanniques                  | 28e                                        | 9-0                                        | 1er tour des qualifications pour la Coupe du monde 2006 | Vieux Fort                                 |
| 28 mars 2004                               | Îles Vierges britanniques                  | 52e                                        | 9-0                                        | 1er tour des qualifications pour la Coupe du monde 2006 | Vieux Fort                                 |

## Palmarès
- D2 portugaise
  - Champion en 1994-1995
- D4 portugaise
  - Champion en 1992-1993
- T&T Pro League
  - Champion en 2000, 2001, 2005 et en 2008
  - Meilleur buteur du championnat en 2005 (14 buts)
- Coupe de Trinité-et-Tobago
  - Vainqueur en 1999, 2000 et en 2004
- CFU Club Championship
  - Champion en 2002 et en 2006